# Četnost
Četnost je v matematické statistice veličina, která udává, jak často se ve statistickém souboru vyskytuje určitá hodnota daného znaku. Pokud jde o znak dichotomický (též alternativní, který vyjadřuje přítomnost určité vlastnosti – má hodnoty „ano“ a „ne“), mluvíme jednoduše o četnosti ni znaku i.
Absolutní četnost udává, kolikrát se ve statistickém souboru vyskytuje určitá hodnota daného znaku, tedy počet výskytů této hodnoty znaku.
Relativní četnost je četnost vztažená k celkovému počtu prvků souboru (rozsahu souboru). Má hodnotu v intervalu {\displaystyle \langle 0,1\rangle } neboli 0 až 100 %. Relativní četnost se někdy nazývá empirická pravděpodobnost.
Relativní četnost i-tého znaku fi se vypočte pomocí vzorce
{\displaystyle f_{i}={\frac {n_{i}}{N}}={\frac {n_{i}}{\sum _{i}n_{i}}},}
kde ni je absolutní četnost i-tého znaku a N je rozsah souboru.

## Příklad
Máme celkem 109 vzorků, což je absolutní četnost. Relativní četnost je tedy 100 %. Typ vzorku A se v celkovém počtu vzorků vyskytl 81krát, čili relativní četnost se vypočítá 81 / 109 = 74 %. Typ vzorku A má tedy relativní četnost 74 %. Stejně tak se postupuje i u typu vzorku B.
| Vzorek        | Absolutní četnost | Relativní četnost |
| ------------- | ----------------- | ----------------- |
| celkem vzorků | 109               | 100 %             |
| typ vzorku A  | 81                | 74 %              |
| typ vzorku B  | 61                | 56 %              |

Vzhledem k tomu, že součet relativních četností typu A a B je větší než 100 %, je zřejmé, že některé vzorky patří do obou typů.

## Znázornění četností
Četnosti lze znázornit pomocí histogramu nebo koláčového diagramu:

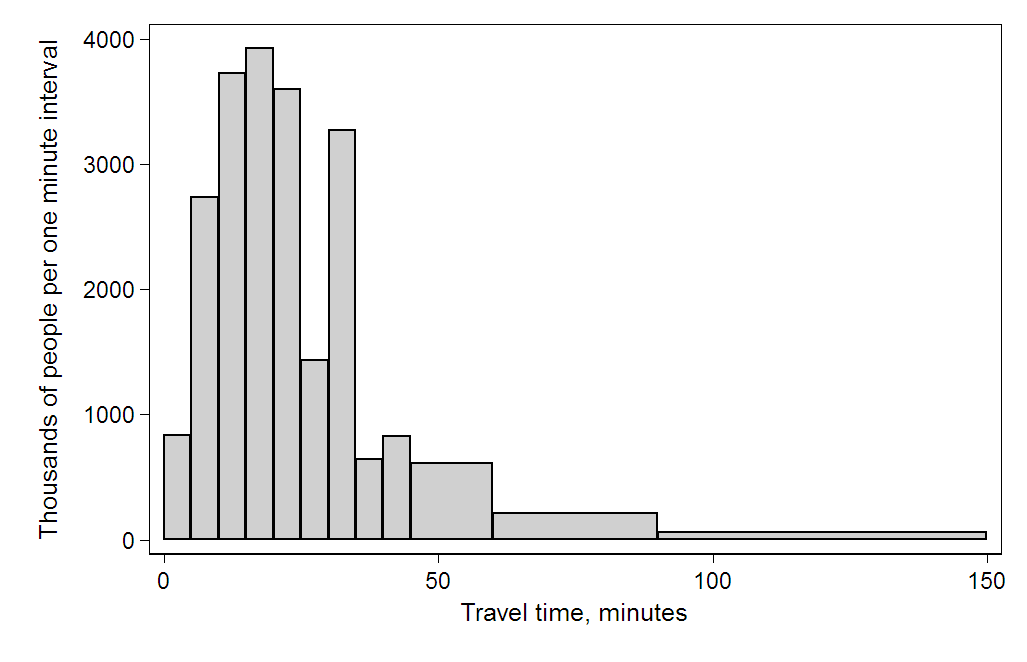
Histogram trvání cesty do zaměstnání podle sčítání lidu v USA z roku 2000. Histogram znázorňuje rozdělení absolutních četností hodnot určitého znaku do několika podintervalů

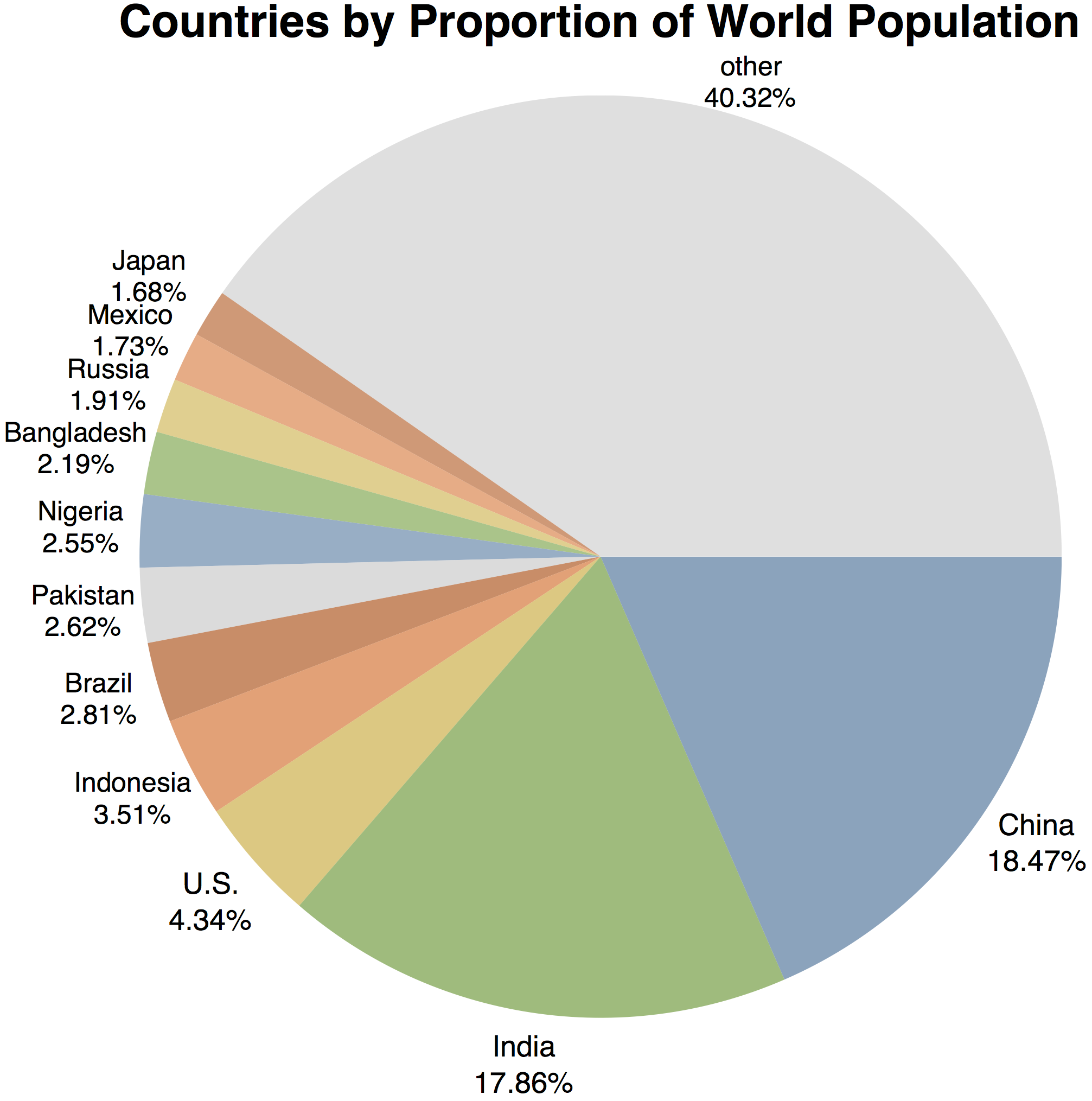
Znázornění relativních četností pomocí koláčového diagramu